# 今井尚哉
今井 尚哉（いまい たかや、1958年〈昭和33年〉8月13日 - ）は、日本の通産・経産官僚。三菱重工業顧問。キヤノングローバル戦略研究所研究主幹。
日本機械輸出組合ブラッセル事務所長、資源エネルギー庁資源・燃料部政策課長、経済産業省大臣官房総務課長、経済産業省貿易経済協力局審議官、資源エネルギー庁次長、内閣総理大臣秘書官（政務担当）兼内閣総理大臣補佐官、内閣官房参与（エネルギー政策等担当）などを歴任した。

## 概説
通商産業省及び経済産業省において、主に産業政策、エネルギー畑を歩んだ。福島第一原子力発電所事故以後は、関西電力大飯発電所再稼働に道筋をつけるなど、原発再稼働に尽力したことで知られている。第1次安倍内閣の下で内閣官房に出向し事務担当の内閣総理大臣秘書官を務め、その後は経済産業省の本省にて大臣官房総務課課長や貿易経済協力局審議官を経て、外局の資源エネルギー庁で次長に就任するなど、要職を歴任した。安倍晋三に乞われ、第2次安倍内閣の発足とともに政務担当の内閣総理大臣秘書官に就任している。第3次安倍第1次改造内閣が掲げた「一億総活躍社会」というスローガンを発案したことでも知られている。第4次安倍第2次改造内閣より政策企画の総括担当の内閣総理大臣補佐官を兼務。菅内閣発足後は、内閣官房参与に就任。

## 経歴

### 生い立ち
栃木県生まれ。（首相官邸HPでは、新潟県新潟市出身と表記されている）勤務医の父の下で、栃木県宇都宮市にて育った。栃木県立宇都宮高等学校を卒業後、上京して東京大学に進学し、法学部にて学んだ。1981年10月、国家公務員採用上級試験（法律）に合格。1982年、東京大学を卒業。同年4月、通商産業省に入省した。

### 官僚として
通商産業省においては、主として産業政策・エネルギーを所管する職務に就くことが多かった。2001年の中央省庁再編後は、経済産業省にて勤務した。2003年、日本機械輸出組合にてブラッセル事務所の所長に就任したため、ベルギーのブリュッセル首都圏地域に渡った。その後、経済産業省の外局である資源エネルギー庁において、資源・燃料部の政策課で課長に就任した。
第1次安倍内閣の発足にともない、内閣官房に出向し、内閣総理大臣秘書官となった。このとき、内閣総理大臣であった安倍晋三の知遇を得た。
第1次安倍改造内閣が退陣すると、経済産業省に戻った。2008年12月、大臣官房にて、いわゆる「官房三課長」の一つである総務課の課長に就任した。また、政策審議室の室長にも併任された。その後、貿易経済協力局の審議官などを務め、2011年6月には審議官としての職務を続けながら資源エネルギー庁の次長に就任した。
福島第一原子力発電所事故を受け菅第2次改造内閣が脱原発を模索する中、原子力発電所の再稼働を目指し奔走した。関西電力大飯発電所再稼働をめぐっては、仙谷由人、斎藤勁ら菅第2次改造内閣や野田内閣の政権幹部を説得するだけでなく、嘉田由紀子、橋下徹ら地方公共団体の首長に直談判して説き伏せるなど、再稼働への道筋をつけた。これらの活動から「経産省に今井あり」と評されるようになり、同期入省の日下部聡、嶋田隆とともに「経産三羽烏」と称された。
2012年の第2次安倍内閣の発足にともない、安倍晋三に乞われ政務担当の内閣総理大臣秘書官に就任した。なお、独立行政法人である経済産業研究所においてコンサルティングフェローを務めていたが、2013年6月30日に退任した。
2016年の伊勢志摩サミットの際には、消費税増税の延期理由を国内にアピールするために提起された、「世界は今、リーマン・ショック級のリスクにさらされている」というペーパーを主導して作成したとされる。
2019年の第4次安倍第2次改造内閣の発足にともない、政策企画の総括担当の内閣総理大臣補佐官を兼務。
2020年、菅義偉内閣が発足し、内閣総理大臣補佐官兼秘書官を退任。内閣官房参与（エネルギー政策等）に就任。
2021年、岸田内閣が発足し、内閣官房参与（エネルギー政策等）を再任。
2021年、三菱重工業顧問（嘱託）に就任。顧問委嘱に際し、三菱重工業からは「個別の嘱託契約については公表していない」と説明がなされたため、詳細な就任時期は不明。
2021年、キヤノングローバル戦略研究所研究主幹に就任。4月、カーライル・ジャパンシニア・アドバイザーに就任。
2024年10月、石破内閣の発足に伴い内閣官房参与を退任。

## 活動・主張
原発再稼働
福島第一原子力発電所事故以降、民国連立政権では原発政策を「三プラス二会合」にて検討することになったが、その場に出席して再稼働させるよう力説した。菅第2次改造内閣にて内閣官房副長官だった仙谷由人、野田内閣にて内閣官房副長官だった斎藤勁の説得に全力を注いだ。のちに斎藤は「大飯の再稼働は今井さん抜きではありえなかっただろう」と語っている。
また、滋賀県知事の嘉田由紀子や大阪府知事の橋下徹など、関西広域連合の首長らが再稼働に否定的だと見るや、単独で説得に赴いている。滋賀県知事公館にてブラックアウトと経済や人命への影響を説き、嘉田を翻意させることに成功した。今井の説得に応じた理由について、嘉田は「ピーク時の真夏の消費電力三千キロワットが、今は二千五百キロワットまでカットできているけど、あのときは先行きが見えませんでしたから、折れる以外になかった」と回顧している。また、東京都で行われた橋下と前原誠司との会合にも足を運び、橋下に対して原子力発電の重要性を力説、のちに橋下は再稼働容認を表明した。
新三本の矢
第3次安倍第1次改造内閣が掲げる「一億総活躍社会」とのスローガンを考案した。また、経済産業省に指示して新たな経済政策の素案を提出させたが、それを見た安倍晋三からわかりやすい数値目標を設定するよう指摘されたため、「GDP六百兆円」「出生率一・八達成」を発案した。その後、後付けでこの数字の根拠となるデータを見つけるよう関係省庁に慌てて指示し、数日でアベノミクスの「新三本の矢」政策を取りまとめた。
新三本の矢の狙いについて「今度のアベノミクスは、安保から国民の目をそらすことが大事」と説明しており「心地よく受け止められるより、悪い評判のほうが印象に残りやすいので、そのほうがいい」としている。

## 人物
安倍晋三との関係
第1次安倍内閣にて内閣総理大臣秘書官となったことから、安倍晋三の知遇を得た。ともに内閣総理大臣秘書官を務めた井上義行は、今井の叔父の今井善衛と安倍の祖父の岸信介とが商工官僚同士だった縁から両者が接近したと述べている。また、井上は、安倍の姻族である牛尾治朗が今井の活用を進言していたと述べている。
第1次安倍改造内閣退陣後も、長谷川榮一とともに安倍を高尾山登山に誘うなど、今井と安倍は交流を深めた。
安倍は当時の第46回衆議院議員総選挙直前、安倍の事務所ではベテランの政策担当秘書が突然辞任し人材が払底していたため、安倍は今井に着目し、新政権にて政務担当の内閣総理大臣秘書官に就任するよう要請した。これを受け、今井は第2次安倍内閣発足とともに政務担当の内閣総理大臣秘書官に就任した。
第1次・第2次ともに安倍首相に秘書として仕え、内政から外交にまで暗躍した影響力から「影の総理」と見る向きもある。
外交を巡っては、ロシアとの共同経済活動や中国の一帯一路およびAIIBへの参加に積極的で、中露との経済協力に慎重な国家安全保障局長の谷内正太郎と政権内で対立があるともされている。2017年5月に北京で開催された国際会議に出席した自民党幹事長二階俊博に安倍首相が習近平主席宛てに託した親書は、当初谷内が原案を取りまとめて中国の一帯一路構想に慎重に対応していくという内容であったのを、今井が「あまりにも後ろ向きな内容しか書かれていない。こんな恥ずかしい親書を二階幹事長に持たせるわけにはいかない」として大幅に書き換えられたとされる。
アメリカ合衆国の戦略国際問題研究所（CSIS）が2020年7月に作成した報告書「日本における中国の影響力」は、今井が安倍首相の対中政策に大きな影響力を持つ人物であり、中国が主導する一帯一路構想やアジアインフラ投資銀行に融和的姿勢を取るよう、親中派の二階と連携して安倍首相を説得してきたとしている。
高橋洋一との関係
中央公論にて、公務員にとってのエクスタシーは、自分が世の中を動かしているという実感。官僚の喜びは新しい社会のルールを作ること、つまり立法。高齢化が進行するなか、消費税増税は絶対に必要。私の最大の仕事は、反大蔵省軍団との対決でした。具体的には高橋洋一氏に、安倍さんが引きずられないないようにする。それが私の役目でした。菅官房長官には「増税して選挙に勝てるか」と何度も怒られましたが、安倍さんが高橋洋一氏同様の考えであれば、私ではなく菅さんに乗ったはずです。私の行動は、高橋洋一氏を遠ざける、ある種の反政府行為でした。と述べている。
その他
- 原発事業で経営危機に陥った東芝が、福島第一原子力発電所事故後の原発事業のリスクについての経営判断を誤るに至ったことの、元凶となった人物として、週刊文春に名指しで批判された[31]。
- 森友学園問題で、安倍昭恵首相夫人と夫人付きの秘書だった政府職員の2人に聞き取り調査を行った[31]。
- 週刊ポスト（2020年7月3日号）では首相秘書官佐伯耕三、首相補佐官兼内閣広報官長谷川榮一、首相補佐官和泉洋人、内閣審議官大坪寛子、内閣官房副長官杉田和博、国家安全保障局長北村滋と共に「官邸の7人」と書かれた[32]。

## 略歴
- 1958年 - 栃木県にて誕生。
- 国家公務員採用上級甲種試験（法律）合格。
- 1982年 - 東京大学法学部卒業。
- 1982年 - 通商産業省入省。
- 1997年 - 通商産業省機械情報産業局企画官（産業機械、電子・電気、行革担当）。
- 1997年 - 通商産業省大臣官房企画調査官。
- 2002年 - 経済産業省経済産業政策局企業行動課長。
- 2003年 - 日本機械輸出組合ブラッセル事務所所長。
- 2006年 - 資源エネルギー庁資源・燃料部政策課長。
- 2006年 - 内閣総理大臣秘書官（事務・広報担当）。
- 2007年 - 経済産業省大臣官房政策審議室長。
- 2008年 - 経済産業省大臣官房総務課長。
- 2008年 - 河村建夫内閣官房長官秘書官事務取扱。
- 2010年 - 経済産業省大臣官房審議官（貿易経済協力局・海外戦略担当）。
- 2011年 - 資源エネルギー庁次長。
- 2012年 - 内閣総理大臣秘書官（政務担当）。
- 2019年 - 内閣総理大臣補佐官（政策企画の総括担当）兼任。
- 2020年 - 内閣官房参与（エネルギー政策等）[16]。
- 2021年 - 三菱重工業顧問。キヤノングローバル戦略研究所研究主幹。カーライル・ジャパンシニア・アドバイザー[24][25]。

## 家族・親族
叔父の今井善衛は、城山三郎の小説『官僚たちの夏』で主人公と対立する官僚「玉木」のモデルとしても知られており、商工官僚を経て通商産業省で事務次官を務めた。また、同じく叔父で公益財団法人日本国際フォーラム代表理事の今井敬は、新日本製鐵の社長を経て経済団体連合会の会長を務めた人物。現在はほかに一般社団法人日本原子力産業協会理事長の職に就いている。
これらの経緯から、尚哉は当初より「永田町や霞が関界隈でサラブレッド視されてきた」という。また今井善衛の妻は山崎種二の娘であり、安倍晋三夫人である安倍昭恵の叔母が山崎種二の三男（山崎誠三）に嫁いでいるため今井家と安倍家は縁戚に当たる。

### 註釈
1. ↑  フラマン語の「Brussel」、フランス語の「Bruxelles」、および、ドイツ語の「Brüssel」は、日本語では「ブリュッセル」と表記されることが多いが、日本機械輸出組合の事務所名は「ブラッセル」との表記を用いている。
2. ↑  関係三閣僚、内閣官房長官、内閣官房副長官がメンバーとなる。